# 2013年东南亚运动会老挝代表团
老挝代表团已参加了在2013年东南亚运动会（12月11日至12月22日）。